# Stooge sort
Stooge sort (Сортировка по частям, Блуждающая сортировка) — рекурсивный алгоритм сортировки с временной сложностью {\displaystyle O(n^{\log _{1{,}5}{3}})\approx O(n^{2.71})}. Время работы алгоритма, таким образом, крайне большое по сравнению с эффективными алгоритмами сортировки, такими, как Сортировка слиянием.

## Aлгоритм сортировки
Алгоритм Stooge sort заключается в следующем:
- Если значение элемента в конце списка меньше, чем значение элемента в начале, то поменять их местами.
- Если есть 3 или более элементов в текущем подмножестве списка, то:
  - Рекурсивно вызвать сортировку для первых 2/3 списка
  - Рекурсивно вызвать сортировку для последних 2/3 списка
  - Рекурсивно вызвать сортировку для первых 2/3 списка снова
- Иначе: конец подпрограммы.

## Реализация на языках программирования

### Псевдокод
```
function
 
stoogesort
(
array
 
L
,
 
i
 
=
 
0
,
 
j
 
=
 
length
(
L
)
-
1
)

    
if
 
L
[
j
]
 
<
 
L
[
i
]
 
then

        
swap
(
L
[
i
],
 
L
[
j
])

    
if
 
(
j
 
-
 
i
)
 
>
 
1
 
then

        
t
 
=
 
(
j
 
-
 
i
 
+
 
1
)
/
3

        
stoogesort
(
L
,
 
i
,
 
j
-
t
)

        
stoogesort
(
L
,
 
i
+
t
,
 
j
)

        
stoogesort
(
L
,
 
i
,
 
j
-
t
)

    
return
 
L

```

### Си
```
void
 
stoogesort
(
int
 
*
item
,
 
int
 
left
,
 
int
 
right
)

{

   
int
 
tmp
,
 
k
;

   
if
(
item
[
left
]
 
>
 
item
[
right
])

   
{

      
tmp
 
=
 
item
[
left
];

      
item
[
left
]
 
=
 
item
[
right
];

      
item
[
right
]
 
=
 
tmp
;

   
}

   
if
((
left
+
1
)
 
>=
 
right
)
 
return
;

 

   
k
 
=
 
(
int
)((
right
-
left
+
1
)
/
3
);

   
stoogesort
(
item
,
 
left
,
 
right
-
k
);

   
stoogesort
(
item
,
 
left
+
k
,
 
right
);

   
stoogesort
(
item
,
 
left
,
 
right
-
k
);

}

```

### JavaScript
```
function
 
stoogesort
(
item
,
 
left
,
 
right
)

{

   
if
(
left
 
===
 
undefined
)
 
left
 
=
 
0
;

   
if
(
right
 
===
 
undefined
)
 
right
 
=
 
item
.
length
-
1
;

   

   
var
 
tmp
,
 
k
;

   
if
(
item
[
left
]
 
>
 
item
[
right
])

   
{

      
tmp
 
=
 
item
[
left
];

      
item
[
left
]
 
=
 
item
[
right
];

      
item
[
right
]
 
=
 
tmp
;

   
}

   
if
((
left
+
1
)
 
>=
 
right
)
 
return
;

   

   
k
 
=
 
Math
.
floor
((
right
-
left
+
1
)
/
3
);
 

   
stoogesort
(
item
,
 
left
,
 
right
-
k
);

   
stoogesort
(
item
,
 
left
+
k
,
 
right
);

   
stoogesort
(
item
,
 
left
,
 
right
-
k
);

}

```